# Bob Morane (Comic)
Bob Morane ist eine 1959 begonnene frankobelgische Comicserie.

## Handlung
Bob Morane und Bill Ballantine sind ehemalige Fliegerpiloten. Nach dem Krieg erleben sie spannende Abenteuer, die sie in die entlegensten Winkel der Erde führen. Neben Dschungeleinsätzen haben sie auch mit übernatürlichen Phänomenen zu tun und machen gelegentlich Zeitsprünge. Sie durchkreuzen dabei mehrmals die Weltherrschaftspläne von Ming, dem gelben Schatten. Durch ihren Kampf gegen die Unterwelt ist ihnen auch Miss Ylang-Ylang, die Anführerin einer Verbrecherorganisation, nicht wohlgesinnt. Regelmäßig tritt die Reporterin Sophia Paramount auf, die gewöhnlich der Grund eines neuen Abenteuers ist.

## Hintergrund
Auf Anfrage der wöchentlich erscheinenden Frauenzeitschrift Femmes d’aujourd’hui adaptierte Henri Vernes seinen Romanhelden Bob Morane zu einer Comicserie. Die zeichnerische Gestaltung übernahmen nacheinander Dino Attanasio, Gérald Forton, William Vance und Felicísimo Coria. William Vance nahm für einige Albenausgaben seiner Geschichten umfangreiche Änderungen vor. Da Henri Vernes auch mit Claude Lefrancq und Loup-Hibou eine Zusammenarbeit einging, erhielten die früheren Zeichner Dino Attanasio und Gérald Forton die Gelegenheit, neue Geschichten für die Serie zu zeichnen und alte Folgen erneut herauszugeben. Frank Leclercq zeichnete außerdem zwei Episoden für den Verlag Ananké.
Die Serie erschien in den Jahren 1959 bis 1975 in Femmes d’aujourd’hui. Parallel dazu druckte auch Pilote von 1965 bis 1970 einige Episoden ab. Anschließend folgte zwischen 1975 und 1980 der Vorabdruck in der belgischen und zwischen 1975 und 1993 in der französischen Ausgabe von Tintin. Marabout druckte die ersten Alben, dann übernahmen Dargaud und Deligne. Die weitaus vollständigste Albenserie erschien bei Le Lombard. Es entstand auch eine Gesamtausgabe. Im deutschen Sprachraum erschien die Serie 1976 erstmals in Zack und 1977 in der Zack Parade. Eine weitere Geschichte gab 2003 das neue Zack heraus. In Ausgabe 200 (2016) des neuen Zack wurde eine weitere Geschichte veröffentlicht. Bei Feest erschien eine Episode von Gérald Forton und eine Reihe weiterer Alben von William Vance. Epsilon folgte mit der ersten Geschichte von William Vance und begann schließlich mit einer Gesamtausgabe.
Ab Herbst 2023 wird der Blattgold Verlag mit der deutschen Veröffentlichung der klassischen Alben beginnen, die von Dino Attanasio und Gérald Forton gezeichnet wurden.
2015 und 2016 erschienen in Frankreich zwei neue Bob Morane Alben unter den Titel Bob Morane - Renaissance. In Deutschland erschienen beide Alben bei Splitter unter dem Titel Bob Morane Reloaded. Seit 2021 erscheinen neue Abenteuer unter dem Titel Bob Morane in der Optik der klassischen Bände. Auch dieser Reihe hat sich in Deutschland der Splitter Verlag angenommen.

## Veröffentlichungen

### Klassische Reihe (1959–2012)
| Originaltitel                            | Jahr      | Autor                        | Zeichner         | Deutsche Ausgabe       | Deutscher Titel                                           | Format      | Jahr       | Verlag     | ISBN Deutsche Ausgabe                            |
| ---------------------------------------- | --------- | ---------------------------- | ---------------- | ---------------------- | --------------------------------------------------------- | ----------- | ---------- | ---------- | ------------------------------------------------ |
| L'Oiseau de feu                          | 1959      | Henri Vernes                 | Dino Attanasio   | Bob Morane Classic 1   | Der Feuervogel                                            | Hardcover   | 01.11.2023 | Blattgold  | 978-3-949987-27-4                                |
| Le Secret de l’antarctique               | 1959-1960 | Henri Vernes                 | Dino Attanasio   | Bob Morane Classic 2   | Das Geheimnis der Antarktis                               | Hardcover   | 01.02.2024 | Blattgold  | 978-3-949987-28-1                                |
| La Terreur verte                         | 1960–1961 | Henri Vernes                 | Dino Attanasio   | Bob Morane Classic 3   | Der grüne Schrecken                                       | Hardcover   | 28.05.2024 | Blattgold  | 978-3-949987-29-8                                |
| Les Tours de cristal                     | 1961      | Henri Vernes                 | Dino Attanasio   | Bob Morane Classic 4   | Die Kristalltürme                                         | Hardcover   | 03.09.2024 | Blattgold  | 978-3-949987-30-4                                |
| Le Collier de Çiva                       | 1961–1962 | Henri Vernes                 | Dino Attanasio   | Bob Morane Classic 5   | Die Kette des Shiva                                       | Hardcover   | 17.12.2024 | Blattgold  | 978-3-949987-31-1                                |
| La Piste de l’ivoire                     | 1962–1963 | Henri Vernes                 | Gérald Forton    | Bob Morane Classic 6   | Die Spur des Elfenbeins                                   | Hardcover   | 11.04.2025 | Blattgold  | 978-3-949987-48-9                                |
| Le mystère de la zone Z                  | 1963      | Henri Vernes                 | Gérald Forton    | Abenteuer Classics 4   | Das Geheimnis der Zone Z                                  | Softcover   | 1989       | Feest      | 3-89343-722-3                                    |
| La Vallée des crotales                   | 1963–1964 | Henri Vernes                 | Gérald Forton    |                        |                                                           |             |            |            |                                                  |
| L‘Epée du Paladin                        | 1964/1965 | Henri Vernes                 | Gérald Forton    | Zack Spezial 11        | Das Schwert des Paladin                                   | Softcover   | 12.04.2024 | Blattgold  | (ungekürzte Faksimile-Version)                   |
| Le Secret des sept temples               | 1965      | Henri Vernes                 | Gérald Forton    |                        |                                                           |             |            |            |                                                  |
| L’Île du passé                           | 1965–1966 | Henri Vernes                 | Gérald Forton    |                        |                                                           |             |            |            |                                                  |
| L’Ennemi sous la mer                     | 1966      | Henri Vernes                 | Gérald Forton    |                        |                                                           |             |            |            |                                                  |
| Les Masques de soie                      | 1966–1967 | Henri Vernes                 | Gérald Forton    |                        |                                                           |             |            |            |                                                  |
| Les Contrebandiers de l’atome            | 1968      | Henri Vernes                 | William Vance    | Bob Morane 1           | Die Atomschmuggler                                        | Softcover   | 2005       | Epsilon    | 3-932578-31-7                                    |
| Les Contrebandiers de l’atome            | 1968      | Henri Vernes                 | William Vance    | Bob Morane GA 1 (01)   | Die Atomschmuggler                                        | Hardcover   | 2007       | Epsilon    | 978-3-932578-35-9                                |
| Les Contrebandiers de l’atome            | 1968      | Henri Vernes                 | William Vance    | Bob Morane 01          | Die Atom-Schmuggler                                       | Hardcover   | 2021       | All Verlag | Normal: 978-3-96804-046-2 VZA: 978-3-96804-047-9 |
| Les Fils du dragon                       | 1968      | Henri Vernes                 | William Vance    | Bob Morane 03          | Die Söhne des Drachen                                     | Softcover   | 1990       | Feest      | 3-89343-632-4                                    |
| Les Fils du dragon                       | 1968      | Henri Vernes                 | William Vance    | Bob Morane GA 1 (02)   | Die Söhne des Drachen                                     | Hardcover   | 2007       | Epsilon    | 978-3-932578-35-9                                |
| Les Fils du dragon                       | 1968      | Henri Vernes                 | William Vance    | Bob Morane 02          | Die Söhne des Drachen                                     | Hardcover   | 05/2022    | All Verlag | Normal: 978-3-96804-100-1 VZA: 978-3-96804-101-8 |
| Opération Chevalier noir                 | 1969      | Henri Vernes                 | William Vance    | Zack 26/1976 – 03/1977 | Mission Schwarzer Ritter                                  | Heft        | 1976/1977  | Koralle    |                                                  |
| Opération Chevalier noir                 | 1969      | Henri Vernes                 | William Vance    | Bob Morane 01          | Operation „Chevalier noir“                                | Softcover   | 1988       | Feest      | 3-89343-630-8                                    |
| Opération Chevalier noir                 | 1969      | Henri Vernes                 | William Vance    | Bob Morane GA 1 (03)   | Operation Schwarzer Ritter                                | Hardcover   | 2007       | Epsilon    | 978-3-932578-35-9                                |
| Opération Chevalier noir                 | 1969      | Henri Vernes                 | William Vance    | Bob Morane 03          | Operation „Schwarzer Ritter“                              | Hardcover   | 15.03.2023 | All Verlag | Normal: 978-3-96804-167-4 VZA: 978-3-96804-168-1 |
| Rendez-vous à nulle part                 | 1969      | Henri Vernes                 | William Vance    | Bob Morane GA 3 (01)   | Nowhere City                                              | Hardcover   | 2008       | Epsilon    | 978-3-932578-62-5                                |
| Rendez-vous à nulle part                 | 1969      | Henri Vernes                 | William Vance    | Bob Morane 04          | Die Stadt im Nirgendwo                                    | Hardcover   | 02.04.2024 | All Verlag | Normal: 978-3-96804-251-0 VZA: 978-3-96804-252-7 |
| L’Archipel de la terreur                 | 1969      | Henri Vernes                 | William Vance    | Zack 12/1977 – 15/1977 | Insel des Grauens                                         | Heft        | 1977       | Koralle    |                                                  |
| L’Archipel de la terreur                 | 1969      | Henri Vernes                 | William Vance    | Bob Morane GA 3 (02)   | Das Archipel der Angst                                    | Hardcover   | 2008       | Epsilon    | 978-3-932578-62-5                                |
| L’Archipel de la terreur                 | 1969      | Henri Vernes                 | William Vance    | Bob Morane 05          | Der Archipel der Schreckens                               | Hardcover   | 15.04.2025 | All Verlag | Normal: 978-3-96804-323-4 VZA: 978-3-96804-324-1 |
| Les Yeux du brouillard                   | 1970      | Henri Vernes                 | William Vance    | Zack 51-54             | Die Augen im Nebel                                        | Heft        | 2003       | Mosaik     |                                                  |
| Les Yeux du brouillard                   | 1970      | Henri Vernes                 | William Vance    | Bob Morane GA 3 (03)   | Die Augen im Nebel                                        | Hardcover   | 2008       | Epsilon    | 978-3-932578-62-5                                |
| Les Yeux du brouillard                   | 1970      | Henri Vernes                 | William Vance    | Bob Morane 06          | Die Augen im Nebel                                        | Hardcover   | 15.04.2025 | All Verlag | Normal: 978-3-96804-325-8 VZA: 978-3-96804-326-5 |
| Les Poupées de l'ombre jaune             | 1970      | Henri Vernes                 | William Vance    | Bob Morane 02          | Die Puppen des Gelben Schattens                           | Softcover   | 1989       | Feest      | 3-89343-631-6                                    |
| Les Sept croix de plomb                  | 1970      | Henri Vernes                 | William Vance    | Bob Morane 13          | Die sieben Bleikreuze                                     | Softcover   | 1989       | Feest      | 3-89343-642-1                                    |
| Guerilla à Tumbaga                       | 1971      | Henri Vernes                 | William Vance    | Bob Morane 09          | Guerilla in Tumbaga                                       | Hardcover   | 2021       | All Verlag | Normal: 978-3-96804-048-6 VZA: 978-3-96804-049-3 |
| La Prisonnière de l’ombre jaune          | 1971      | Henri Vernes                 | William Vance    | Bob Morane 10          | Die Gefangene des gelben Schattens                        | Hardcover   | 05/2022    | All Verlag | Normal: 978-3-96804-102-5 VZA: 978-3-96804-103-2 |
| L’Œil de samouraï                        | 1972      | Henri Vernes                 | William Vance    | Bob Morane 11          | Das Auge des Samurai                                      | Hardcover   | 15.03.2023 | All Verlag | Normal: 978-3-96804-169-8 VZA: 978-3-96804-170-4 |
| Panne sèche à Serado                     | 1972      | Henri Vernes                 | William Vance    | Bob Morane 12          | Notlandung in Serado                                      | Softcover   | 1988       | Feest      | 3-89343-641-3                                    |
| Panne sèche à Serado                     | 1972      | Henri Vernes                 | William Vance    | Bob Morane 12          | Notlandung in Serado                                      | Hardcover   | 02.04.2024 | All Verlag | Normal: 978-3-96804-253-4 VZA: 978-3-96804-254-1 |
| Les Géants de Mu                         | 1973      | Henri Vernes                 | William Vance    | Zack Parade 30-31      | 1. Im Reich der steinernen Riesen 2. Die Herrscher von Mu | Heft        | 1978       | Koralle    |                                                  |
| Les Géants de Mu                         | 1973      | Henri Vernes                 | William Vance    | Bob Morane 11          | Die Giganten von Mu                                       | Softcover   | 1988       | Feest      | 3-89343-640-5                                    |
| Le Temple des dinosaures                 | 1975      | Henri Vernes                 | William Vance    | Bob Morane 16          | Der Tempel der Dinosaurier                                | Softcover   | 1991       | Feest      | 3-89343-645-6                                    |
| Les Sortilièges de l’ombre jaune         | 1975      | Henri Vernes                 | William Vance    | Zack Parade 25+27      | 1. Reise ins Mittelalter 2. Der Magier aus dem All        | Taschenbuch | 1977/1978  | Koralle    |                                                  |
| Les Sortilièges de l’ombre jaune         | 1975      | Henri Vernes                 | William Vance    | Bob Morane 14          | Im Bann des Gelben Schattens                              | Softcover   | 1989       | Feest      | 3-89343-643-X                                    |
| Les Bulles de l’ombre jaune              | 1977      | Henri Vernes                 | William Vance    | Zack Parade 32         | Die Rache des gelben Schatten                             | Taschenbuch | 1978       | Koralle    |                                                  |
| Les Bulles de l’ombre jaune              | 1977      | Henri Vernes                 | William Vance    | Bob Morane 15          | Die Kugeln des Gelben Schattens                           | Softcover   | 1990       | Feest      | 3-89343-644-8                                    |
| L’Empreinte du crapaud                   | 1978      | Henri Vernes                 | William Vance    |                        |                                                           |             |            |            |                                                  |
| L’Empereur de Macao                      | 1979      | Henri Vernes                 | William Vance    | Comic Spiegel 23-28    | Der Kaiser von Macao                                      | Heft        | 1989       | Feest      |                                                  |
| Opération Wolf                           | 1979      | Henri Vernes                 | Felicísimo Coria | Bob Morane GA 4 (01)   | Operation Wolf                                            | Hardcover   | 2008       | Epsilon    | 978-3-932578-63-2                                |
| Commando épouvante                       | 1980      | Henri Vernes                 | Felicísimo Coria | Bob Morane GA 4 (02)   | Schreckenskommando                                        | Hardcover   | 2008       | Epsilon    | 978-3-932578-63-2                                |
| Les Guerriers de l’ombre jaune           | 1981      | Henri Vernes                 | Felicísimo Coria | Bob Morane GA 4 (03)   | Die Krieger des Gelben Schattens                          | Hardcover   | 2008       | Epsilon    | 978-3-932578-63-2                                |
| Service secrete soucoupes                | 1981      | Henri Vernes                 | Felicísimo Coria |                        |                                                           |             |            |            |                                                  |
| Le Président ne mourra pas               | 1982      | Henri Vernes                 | Felicísimo Coria |                        |                                                           |             |            |            |                                                  |
| Les Chasseurs de dinosaures              | 1983      | Henri Vernes                 | Felicísimo Coria |                        |                                                           |             |            |            |                                                  |
| Une rose pour l’ombre jaune              | 1983-1984 | Henri Vernes                 | Felicísimo Coria |                        |                                                           |             |            |            |                                                  |
| La Guerre des baleines                   | 1984-1985 | Henri Vernes                 | Felicísimo Coria |                        |                                                           |             |            |            |                                                  |
| Le Réveil du Mamantu                     | 1985      | Henri Vernes                 | Felicísimo Coria |                        |                                                           |             |            |            |                                                  |
| Les Fourmis de l’ombre jaune             | 1986      | Henri Vernes                 | Felicísimo Coria |                        |                                                           |             |            |            |                                                  |
| Le Dragon des Fenstone                   | 1987      | Henri Vernes                 | Felicísimo Coria |                        |                                                           |             |            |            |                                                  |
| Les Otages de l’ombre jaune              | 1987      | Henri Vernes                 | Felicísimo Coria | Bob Morane GA 2 (01)   | Die Geiseln des Gelben Schattens                          | Hardcover   | 2007       | Epsilon    | 978-3-932578-61-8                                |
| Snake                                    | 1988      | Henri Vernes                 | Felicísimo Coria |                        |                                                           |             |            |            |                                                  |
| Le Tigre des lagunes                     | 1988-1989 | Henri Vernes                 | Felicísimo Coria |                        |                                                           |             |            |            |                                                  |
| Le Temple des crocodiles                 | 1989      | Henri Vernes                 | Felicísimo Coria |                        |                                                           |             |            |            |                                                  |
| Le Masque de jade                        | 1990      | Henri Vernes                 | Felicísimo Coria |                        |                                                           |             |            |            |                                                  |
| Trois petits singes                      | 1991      | Henri Vernes                 | Felicísimo Coria |                        |                                                           |             |            |            |                                                  |
| Le Jade de Séoul                         | 1992      | Henri Vernes                 | Felicísimo Coria |                        |                                                           |             |            |            |                                                  |
| Alerte au V1                             | 1992      | Henri Vernes Marc Wasterlain | Dino Attanasio   | Bob Morane Classic (0) | Angriff der V1                                            | Softcover   | 01.11.2023 | Blattgold  | Abo-Zugabe zu Bob Morane Classic 1               |
| La Cité des rêves                        | 1993      | Henri Vernes                 | Felicísimo Coria |                        |                                                           |             |            |            |                                                  |
| L’Arbe de l’Eden                         | 1994      | Henri Vernes                 | Felicísimo Coria |                        |                                                           |             |            |            |                                                  |
| La galère engloutie                      | 1994      | Henri Vernes                 | Dino Attanasio   | ZACK Spezial 14        | Die versunkene Galere                                     | Softcover   | 01/2025    | Blattgold  |                                                  |
| Un parfum d’Ylang-Ylang                  | 1995      | Henri Vernes                 | Felicísimo Coria |                        |                                                           |             |            |            |                                                  |
| Alias M.D.O.                             | 1996      | Henri Vernes                 | Felicísimo Coria |                        |                                                           |             |            |            |                                                  |
| L’Anneau de Salomon                      | 1997      | Henri Vernes                 | Felicísimo Coria |                        |                                                           |             |            |            |                                                  |
| La Vallée des brontosaures               | 1997      | Henri Vernes                 | Felicísimo Coria |                        |                                                           |             |            |            |                                                  |
| La Revanche de l’ombre jaune             | 1998      | Henri Vernes                 | Felicísimo Coria | Bob Morane GA 2 (02)   | Die Rache des Gelben Schattens                            | Hardcover   | 2007       | Epsilon    | 978-3-932578-61-8                                |
| Le Châtiment de l’ombre jaune            | 1999      | Henri Vernes                 | Felicísimo Coria | Bob Morane GA 2 (03)   | Die Rache am Gelben Schatten                              | Hardcover   | 2007       | Epsilon    | 978-3-932578-61-8                                |
| Yang = Yin                               | 2000      | Henri Vernes                 | Felicísimo Coria |                        |                                                           |             |            |            |                                                  |
| Le Pharaon de Venise                     | 2001      | Henri Vernes                 | Felicísimo Coria |                        |                                                           |             |            |            |                                                  |
| L’Œil de l’iguanodon                     | 2002      | Henri Vernes                 | Felicísimo Coria |                        |                                                           |             |            |            |                                                  |
| Le Déserts d’Amazonie                    | 2003      | Henri Vernes                 | Felicísimo Coria |                        |                                                           |             |            |            |                                                  |
| Objectif Equus                           | 2003      | Henri Vernes                 | Gérald Forton    | Zack Spezial 3         | Operation Equus                                           | Softcover   | 2021       | Blattgold  |                                                  |
| La Panthère des hauts plateaux           | 2004      | Henri Vernes                 | Felicísimo Coria |                        |                                                           |             |            |            |                                                  |
| L’Exterminateur                          | 2005      | Henri Vernes                 | Felicísimo Coria |                        |                                                           |             |            |            |                                                  |
| Les Larmes du soleil                     | 2005      | Henri Vernes                 | Felicísimo Coria |                        |                                                           |             |            |            |                                                  |
| Les Mangeurs d'âmes                      | 2005      | Henri Vernes                 | Gérald Forton    | Zack Spezial 7         | Die Seelenfresser                                         | Softcover   | 02/2023    | Blattgold  |                                                  |
| La Guerre du Pacifique n’aura pas lieu 1 | 2006      | Henri Vernes                 | Felicísimo Coria |                        |                                                           |             |            |            |                                                  |
| La Guerre du Pacifique n’aura pas lieu 2 | 2007      | Henri Vernes                 | Felicísimo Coria |                        |                                                           |             |            |            |                                                  |
| Les Berges du temps                      | 2008      | Henri Vernes                 | Felicísimo Coria |                        |                                                           |             |            |            |                                                  |
| Les Dents du tigre 1                     | 2009      | Henri Vernes                 | Felicísimo Coria |                        |                                                           |             |            |            |                                                  |
| Les Dents du tigre 1                     | 2010      | Henri Vernes                 | Felicísimo Coria |                        |                                                           |             |            |            |                                                  |
| El Matador                               | 2011      | Henri Vernes                 | Felicísimo Coria |                        |                                                           |             |            |            |                                                  |
| Sur la piste de Fawcett                  | 2012      | Henri Vernes                 | Felicísimo Coria |                        |                                                           |             |            |            |                                                  |

### Bob Morane Reloaded (2015–2016 / Bob Morane - Renaissance)
| Originaltitel                 | Jahr | Autor                               | Zeichner        | Deutsche Ausgabe      | Deutscher Titel                         | Format    | Jahr                    | Verlag                                | ISBN Deutsche Ausgabe |
| ----------------------------- | ---- | ----------------------------------- | --------------- | --------------------- | --------------------------------------- | --------- | ----------------------- | ------------------------------------- | --------------------- |
| Les Terres Rares              | 2015 | Brunschwig, Luc Ducoudray, Aurélien | Armand, Dimitri | ZACK 200 - 202        | Bob Morane - Seltene Erden              | Heft      | 22.01. – 30.03.2016     | Mosaik Steinchen für Steinchen Verlag |                       |
| Les Terres Rares              | 2015 | Brunschwig, Luc Ducoudray, Aurélien | Armand, Dimitri | Bob Morane Reloaded 1 | Seltene Erden                           | Hardcover | 18.09.2017              | Splitter                              | 978-3-95839-533-6     |
| Le village qui n'existait pas | 2016 | Brunschwig, Luc Ducoudray, Aurélien | Armand, Dimitri | ZACK 211 - 215        | Bob Morane - Das Dorf, das es nicht gab | Heft      | 16.12.2016 – 21.04.2017 | Mosaik Steinchen für Steinchen Verlag |                       |
| Le village qui n'existait pas | 2016 | Brunschwig, Luc Ducoudray, Aurélien | Armand, Dimitri | Bob Morane Reloaded 2 | Der Ort, den es nicht gab               | Hardcover | 18.09.2017              | Splitter                              | 978-3-95839-534-3     |

### Bob Morane (Neustart ab 2021)
| Originaltitel                   | Jahr | Autor                           | Zeichner      | Deutsche Ausgabe | Deutscher Titel                                  | Format    | Jahr                    | Verlag    | ISBN Deutsche Ausgabe |
| ------------------------------- | ---- | ------------------------------- | ------------- | ---------------- | ------------------------------------------------ | --------- | ----------------------- | --------- | --------------------- |
| Les 100 Démons de l'Ombre Jaune | 2021 | Bec, Christophe Corbeyran, Éric | Grella, Paolo | Zack 274-277     | Bob Morane: Die 100 Dämonen des Gelben Schattens | Heft      | 25.03. – 24.06.2022     | Blattgold |                       |
| Les 100 Démons de l'Ombre Jaune | 2021 | Bec, Christophe Corbeyran, Éric | Grella, Paolo | Bob Morane 1     | Die 100 Dämonen des Gelben Schattens             | Hardcover | 27.09.2022              | Splitter  | 978-3-96792-375-9     |
| Les prisonniers du temps        | 2022 | Bec, Christophe Corbeyran, Éric | Grella, Paolo | ZACK 286 - 289   | Bob Morane - Die Gefangenen der Zeit             | Heft      | 24.03.2023 – 22.06.2023 | Blattgold |                       |
| Les prisonniers du temps        | 2022 | Bec, Christophe Corbeyran, Éric | Grella, Paolo | Bob Morane 2     | Die Gefangenen der Zeit                          | Hardcover | 23.08.2023              | Splitter  | 978-3-96792-376-6     |